# Villalfonsina
Villalfonsina is een gemeente in de Italiaanse provincie Chieti (regio Abruzzen) en telt 1038 inwoners (31-12-2004). De oppervlakte bedraagt 9,1 km², de bevolkingsdichtheid is 118 inwoners per km².

## Demografie
Villalfonsina telt ongeveer 403 huishoudens. Het aantal inwoners daalde in de periode 1991-2001 met 5,7% volgens cijfers uit de tienjaarlijkse volkstellingen van ISTAT.
| Jaar | Inwoneraantal |
| ---- | ------------- |
| 1991 | 1126          |
| 2001 | 1062          |

## Geografie
Villalfonsina grenst aan de volgende gemeenten: Casalbordino, Torino di Sangro.